# David Lichine
Pour les articles homonymes, voir Lichine.

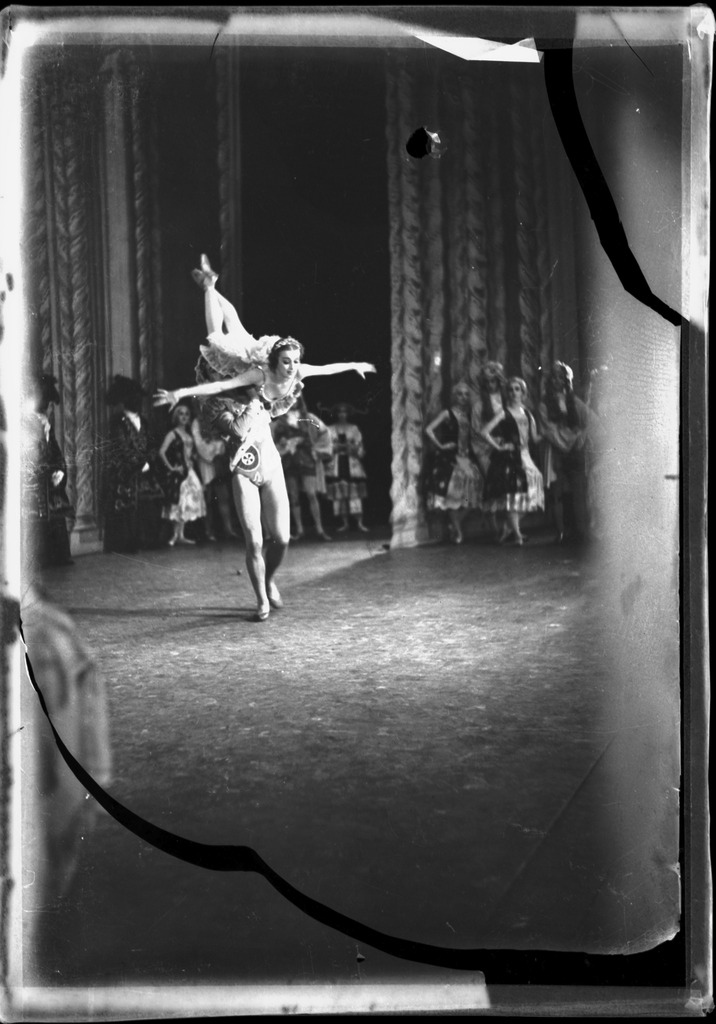
"Aurora's Wedding" avec Geneviève Moulin et David Lichine dans le pas de deux Bluebird.

David Lichine, de son vrai nom David Liechtenstein (en russe Давид Лихтенштейн ; Rostov-sur-le-Don, 25 octobre 1910 - Los Angeles, 26 juin 1972), est un danseur, chorégraphe et pédagogue américain d'origine russe avec la nationalité française.

## Biographie
Formé à Paris par Lioubov Iegorova et Bronislava Nijinska, il débute dans la compagnie d'Ida Rubinstein en 1928, puis danse avec Anna Pavlova en 1930, avant de rejoindre l'Opéra russe à Paris.
Engagé comme soliste aux Ballets russes de Monte-Carlo en 1932, il reste dans la compagnie du colonel de Basil jusqu'en 1940, puis émigre aux États-Unis.
Il a été marié à Tatiana Riabouchinska.

## Chorégraphies
- 1935 : Spring Night (musique d'Achron)
- 1937 : Francesca da Rimini (musique de Tchaïkovski)
- 1938 : Protée (musique de Debussy)
- 1938 : The Prodigal Son (musique de Prokofiev)
- 1940 : Graduation Ball (musique de Johann Strauss, arrangement d'Antal Dorati)
- 1942 : Helen of Troy (musique d’Offenbach), remonter au Metropolitan Opera en 1958 avec Claude Bessy comme interprète.
- 1943 : The Fair at Sorochinsk (musique de Moussorgski)
- 1944 ? : Rhapsody
- 1946 : Cain and Abel (musique de Wagner)
- 1947 : Evolución del movimiento (musique de César Franck)
- 1948 : La Rencontre, ou Œdipe et le Sphinx (musique de Sauguet)